# Rory Delap
Rory John Delap (ur. 6 lipca 1976 w Sutton Coldfield) – irlandzki piłkarz grający na pozycji prawego pomocnika. Karierę piłkarską zakończył w Burton Albion. Posiada także obywatelstwo angielskie.
Delap zapisał się w pamięci kibiców i swoich rywali bardzo dalekimi wyrzutami z autów (np. na 37 czy 38 metrów). David Moyes określił kiedyś jego umiejętności, mówiąc, że to „ludzka proca”. Kiedy zawodnik ten podchodził do wyrzutu z autu w okolicach pola karnego równało się to niemal z dośrodkowaniem rzucie rożnym czy wolnym. Bardzo często dzięki temu Stoke City zdobywało w ten sposób punkty. Delap w swojej karierze reprezentował również barwy Derby County, Sunderlandu czy Southamptonu.

## Kariera klubowa
Delap urodził się w Anglii w rodzinie pochodzenia irlandzkiego. Karierę piłkarską rozpoczął w klubie Carlisle United. Już w sezonie 1992/1993 zadebiutował w Division Three, ale jako nastolatek zaliczał sporadyczne występy i dopiero od sezonu 1995/1996 zaczął grywać w pierwszym składzie Carlisle. Zarówno w tym, jak i w sezonie 1997/1998 występował na boiskach Division Two.
6 lutego 1998 roku Delap został zawodnikiem Derby County, prowadzonego przez menedżera Jima Smitha. Kosztował wówczas 250 tysięcy funtów, a w Premiership zadebiutował 14 lutego w wygranym 2:1 wyjazdowym spotkaniu z Evertonem. W Derby stał się podstawowym zawodnikiem, a w klubie tym spędził łącznie 4,5 sezonu. W tym okresie rozegrał 103 spotkania ligowe, w których zdobył 11 bramek.
Kolejnym klubem Delapa w karierze był Southampton F.C., do którego Irlandczyk przeszedł 21 lipca 2001 roku za kwotę 3 milionów funtów. Stał się pierwszym nabytkiem nowego menedżera Stuarta Graya, a także ówczesnym najwyższym transferem w historii „Świętych”. 18 sierpnia wystąpił po raz pierwszy w nowym zespole, który przegrał na Elland Road 0:2 z Leeds United. W Southampton grał 4,5 roku, podobnie jak w Derby, jednak w sezonie 2004/2005 spadł z tym klubem do Football League Championship. Na zapleczu Premiership występował przez pół sezonu.
31 stycznia 2006 roku Delap podpisał kontrakt z Sunderlandem, do którego trafił na zasadzie wolnego transferu. W drużynie prowadzonej przez Micka McCarthy’ego po raz pierwszy wystąpił 25 lutego w przegranym 0:1 wyjazdowym meczu z Birmingham City. Doznał jednak kontuzji i do końca sezonu rozegrał zaledwie sześć spotkań, a Sunderland spadł do Championship.
Po zatrudnieniu na stanowisku menedżera Sunderlandu, Roya Keane’a Delap został wypożyczony do innej drużyny z Championship, Stoke City. 14 października wystąpił w zwycięskim 4:0 meczu z Leeds United. Doznał jednak złamania kości piszczelowej i strzałkowej w meczu z Sunderlandem. Uraz ten wyeliminował go z gry do końca sezonu, jednak 9 stycznia 2007 został wykupiony przez Stoke. W sezonie 2007/2008 przyczynił się do awansu klubu do Premiership. W rundzie jesiennej sezonu 2008/2009 stał się najlepszym asystentem Stoke w lidze i aż 6 goli padło po jego wyrzutach piłki z autu (z Aston Villą, Evertonem, Sunderlandem i Arsenalem).
31 stycznia 2013 roku Delap na zasadzie wypożyczenia trafił na pół roku do Barnsley. Zadebiutował w wygranym 2:1 meczu z Blackpool.
Delap latem podpisał roczną umowę z Burton Albion, jednak grę od września uniemożliwiła mu kontuzja uda, więc w związku z tym postanowił już nie przeciągać decyzji o zakończeniu przygody z piłką. Tak więc 17 grudnia 2013 roku Delap zakończył swoją profesjonalną karierę piłkarską.
| Sezon   | Klub              | Kraj   | Rozgrywki      | Mecze | Bramki |
| ------- | ----------------- | ------ | -------------- | ----- | ------ |
| 1992/93 | Carlisle United   | Anglia | Division Three | 1     | 0      |
| 1993/94 | Carlisle United   | Anglia | Division Three | 1     | 0      |
| 1994/95 | Carlisle United   | Anglia | Division Three | 3     | 0      |
| 1995/96 | Carlisle United   | Anglia | Division Two   | 19    | 3      |
| 1996/97 | Carlisle United   | Anglia | Division Three | 32    | 4      |
| 1997/98 | Carlisle United   | Anglia | Division Two   | 9     | 0      |
| 1997/98 | Derby County      | Anglia | Premiership    | 13    | 0      |
| 1998/99 | Derby County      | Anglia | Premiership    | 23    | 0      |
| 1999/00 | Derby County      | Anglia | Premiership    | 34    | 8      |
| 2000/01 | Derby County      | Anglia | Premiership    | 33    | 3      |
| 2001/02 | Southampton F.C.  | Anglia | Premiership    | 28    | 2      |
| 2002/03 | Southampton F.C.  | Anglia | Premiership    | 24    | 0      |
| 2003/04 | Southampton F.C.  | Anglia | Premiership    | 27    | 1      |
| 2004/05 | Southampton F.C.  | Anglia | Premiership    | 37    | 2      |
| 2005/06 | Southampton F.C.  | Anglia | Championship   | 16    | 0      |
| 2005/06 | Sunderland A.F.C. | Anglia | Premiership    | 6     | 1      |
| 2006/07 | Sunderland A.F.C. | Anglia | Championship   | 6     | 0      |
| 2006/07 | Stoke City        | Anglia | Championship   | 2     | 0      |
| 2007/08 | Stoke City        | Anglia | Championship   | 44    | 2      |
| 2008/09 | Stoke City        | Anglia | Premiership    | 34    | 2      |
| 2009/10 | Stoke City        | Anglia | Premiership    | 36    | 0      |
| 2010/11 | Stoke City        | Anglia | Premiership    | 37    | 2      |
| 2011/12 | Stoke City        | Anglia | Premiership    | 26    | 2      |
| 2012/13 | Stoke City        | Anglia | Premiership    | 1     | 0      |
| 2012/13 | Barnsley          | Anglia | Championship   | 6     | 0      |
| 2013/14 | Burton Albion     | Anglia | League Two     | 6     | 1      |

## Kariera reprezentacyjna
W reprezentacji Irlandii Delap zadebiutował 25 marca 1998 roku w przegranym 1:2 towarzyskim meczu z Czechami. Wcześniej był kapitanem młodzieżowej reprezentacji U-21. Występował w eliminacjach do Mistrzostw Świata 2002, jednak na sam turniej nie został powołany. Do 2004 roku rozegrał w kadrze narodowej 11 spotkań.